# Statuette de Joakim Vujić
La Statuette de Joakim Vujić (en serbe cyrillique : Статуета Јоаким Вујић; en serbe latin : Statueta Joakim Vujić) est un prix de Théâtre attribué par le Knjaževsko-srpski teatar tous les 15 février, lors du Jour du Théâtre (Дан Театра). Il est ainsi nommé en l'honneur de Joakim Vujić, traducteur, écrivain et dramaturge réputé, qui fut le premier directeur du Knjaževsko-srpski teatar en 1835.
Le créateur de la Statuette de Joakim Vujić est Nikola Koka Janković, un sculpteur né à Kragujevac en 1926 et membre de l'Académie serbe des sciences et des arts.

## Récipiendaires

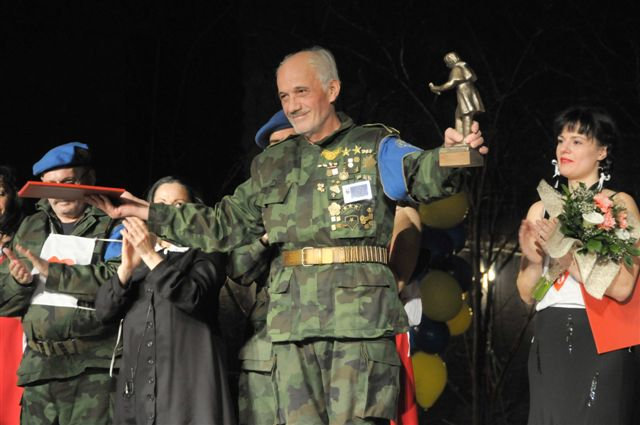
Mirko Babić recevant la Statuette en 2009

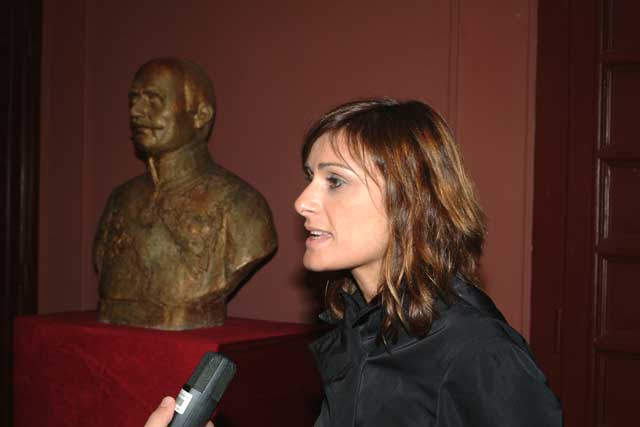
Biljana Srbljanović recevant la Statuette en 2007

Les personnalités suivantes ont remporté la statuette:
- 1985 - Théâtre national de Belgrade, Ljuba Tadić, Mija Aleksić, Mira Stupica et Bora Glišić
- 1986 - Mira Banjac et Miroslav Belović
- 1987 - Dušan Kovačević et Miloš Žutić
- 1988 - Mira Trailović et Ljubomir Kovačević
- 1989 - Ljiljana Krstić et Dejan Mijač
- 1990 - Danilo Bata Stojković et Jovan Ćirilov
- 1991 - Aleksandar Popović et Ljubomir Ubavkić Pendula
- 1992 - Branko Pleša et Branislav Ciga Jerinić
- 1993 - Non attribué
- 1994 - Stevo Žigon et Petar Kralj
- 1995 - Sava Barackov, Musée d'art dramatique de Serbie, Théâtre national serbe, Svetlana Bojković et Dejan Penčić Poljanski
- 1996 - Lazar Ristovski et Miroslav Buca Mirković
- 1997 - Bora Todorović et Festival - Jours de comédie à Jagodina
- 1998 - Stevan Šalajić
- 1999 - Ružica Sokić
- 2000 - Olivera Marković
- 2001 - Vida Ognjenović
- 2002 - Mileva Žikić
- 2003 - Théâtre dramatique de Belgrade
- 2004 - Predrag Ejdus
- 2005 - Rade Marković et Egon Savin
- 2006 - Vojislav Voki Kostić
- 2007 - Biljana Srbljanović[3]
- 2008 - Théâtre national de Niš[4]
- 2009 - Mirko Babić[5]
- 2010 - Miodrag Tabački
- 2011 - Boro Drašković
- 2012 - Vlastimir Đuza Stojiljković
- 2013 - Milena Dravić
- 2014 – Andraš Urban
- 2015 – Dara Džokić and Faculty of dramatic arts
- 2016 – Nada Jurišić
- 2017 – Renata Ulmanski
- 2018 - Mihailo Janketić
- 2019 - Geroslav Zarić
- 2020 – Milanka Berberović
- 2021. - Svetozar Rapajić [6]